# شورای هماهنگی نیروهای انقلاب اسلامی
شورای هماهنگی نیروهای انقلاب اسلامی 
بعد از روی کار آمدن دولت اصلاحات و تحولات ناشی از به قدرت رسیدن اصلاح‌طلبان، از سال ۱۳۷۹ فعالیت خود را آغاز کرد تا تحرکات سیاسی اصول‌گرایان را سامان‌دهی کند این شورا در انتخابات شورای شهر دوم با تابلوی ائتلاف آبادگران ایران اسلامی وارد عرصه شد که اکثریت کرسی‌های شوراها در اختیار اصول‌گرایان قرار گرفت و در انتخابات مجلس هفتم نیز در تهران با همین تابلو و در شهرستان‌ها با عناوینی چون «آفتاب» و «سهند» وارد میدان شد که اکثریت کرسی‌های مجلس را به خود اختصاص داد.
پس از ناکامی شورای هماهنگی در ایجاد وحدت میان اصول‌گرایان در نهمین انتخابات ریاست‌جمهوری، سران آن کناره‌گیری کرده و فعالیت شورا در سراسر کشور تعطیل اعلام شد. در همان سال، ساز و کار جدیدی به جای شورای هماهنگی تهیه شده و در سال ۱۳۸۶ با نام جبهه متحد اصول‌گرایان تأسیس شد.

## پیشینه
در انتخابات ریاست جمهوری ۱۳۷۶ علی‌اکبر ناطق نوری نامزد جناح راست، سید محمد خاتمی نامزد جناح چپ، سید رضا زواره‌ای و محمد محمدی ری‌شهری به عنوان نامزدهای مستقل وارد عرصه انتخابات شدند. در این انتخابات، جناح راست ساز و کاری تکنیکی برای حمایت از نامزد خود نداشت اما بیشتر گروه‌ها از ناطق نوری حمایت و او را نامزد خود معرفی کردند.
عبدالرضا داوری معتقد است: «پس از حادثه کوی دانشگاه، حرکت اصول‌گرایان برای انسجام آغاز شد. در ابتدا، حسین شریعتمداری در روزنامه کیهان جلساتی را با روزنامه‌های همسو برگزار می‌کرد.» این جریان هم منتقد سیاست‌های توسعه اقتصادی هاشمی و هم سیاست‌های توسعه سیاسی خاتمی بود.
سید علی‌اکبر پرورش به همراه ۱۲ نفر از سران و افراد مؤثرِ تشکل‌های مطرح سیاسی، نزد سید علی خامنه‌ای رفته و پس از آن جلسه، به پیشنهاد پرورش و با پیگیری جمعیت ایثارگران انقلاب اسلامی، گروهی به نام «وفاق» تشکیل می‌شود. سران مذکور از چهار تشکل جمعیت ایثارگران انقلاب اسلامی، جمعیت مؤتلفه اسلامی، جامعه اسلامی مهندسین و انجمن اسلامی پزشکان ایران بودند. این گروه متشکل از افراد مؤثر در برخی احزاب سیاسی بود و تلاش گسترده‌ای پس از آن صورت گرفت تا یک فضای گفتمانِ وحدت بین همه احزاب معتقد به اصول نظام جمهوری اسلامی ایجاد شود. ناطق نوری که بعدها اقدام به تشکیل شورای هماهنگی نیروهای انقلاب اسلامی‌کرد، این اصول را «اسلام»، «انقلاب»، «امام» و «رهبری» معرفی می‌کند. این اقدامات در کاهش تنش‌های احزاب در آن دوره زمانی در کشور مؤثر واقع شد. بعدها از تجربیات گروه وفاق در تشکیل جلسات وحدت بین اصول‌گرایان استفاده شد.
شورای هماهنگی پس از شکست‌های جناح راست در انتخابات دوم خرداد ۷۶ و انتخابات مجلس ششم و با پشتوانه «گروه وفاق» تشکیل شده بود. به دنبال شکل‌گیری هسته مرکزی شورای هماهنگی، هیئت‌های اجرایی در سراسر کشور شکل گرفت اما به دلیل جایگاه نامطلوب اصول‌گرایان در جامعه، با راهبرد «موتور روشن و چراغ خاموش» به فعالیت پرداخت. در این مدت رایزنی و گفتگو با برخی از احزاب و تشکل‌های سیاسی و اشخاص حقیقی مؤثر در جناح راست صورت گرفت تا همراهی آنان برای این کار جلب شود. از سوی دیگر، برنامه‌ریزی‌های راهبردی، سیاست‌ها، طراحی تشکیلاتی و شناسایی نیروها نیز صورت گرفت.
شورای هماهنگی از دو بخش احزاب و اقشار اجتماعی تشکیل یافته بود که بخش احزاب آن را جبهه پیروان خط امام و رهبری هدایت کرده و رهبری بخش اقشار اجتماعی آن را نیز جمعیت ایثارگران انقلاب اسلامی به عهده داشت. در حالی که نیروهای شورای هماهنگی همواره تدوین سیاست‌های خود را بر مبنای احزاب تدوین کرده و به نحوی از بخش اجتماعی غافل بودند، جمعیت ایثارگران از بخش احزاب جدا شده و رهبری طرفداران خود در میان کارگران، کارمندان، معلمان، دانش آموزان و دانشجویان را به عهده گرفته بود.

## عملکرد
اوج موفقیت شورای هماهنگی نیروهای انقلاب اسلامی در انتخابات شوراهای دوم و انتخابات مجلس هفتم بود که اصول‌گرایان توانستند مقابل اصلاح‌طلبان به پیروزی برسند و دو چهره جدید را به نهادهای تأثیرگذار بفرستند. محمود احمدی‌نژاد به شهرداری تهران و غلامعلی حداد عادل به ریاست مجلس هفتم رسید.

### انتخابات ریاست جمهوری ۱۳۸۰
شورای هماهنگی در انتخابات ریاست‌جمهوری هشتم از دو کاندیدای نزدیک به گفتمان خود یعنی احمد توکلی و علی شمخانی حمایت کرد. احمد توکلی که نماینده بخش نوگرای اصول‌گرایان به حساب می‌آمد، با ارائه نظریه‌ای با عنوان «جمهوری دوم» و با شعار «دولت پاک برای ملت پاک» در این انتخابات رقیب جدی خاتمی بود.

### انتخابات شوراهای شهر و روستا ۱۳۸۱
شورای هماهنگی در همهٔ استان‌ها و شهرستان‌ها در مدت کوتاهی توانست جمع زیادی را شناسایی و مسئولیت کار را بر عهده آن‌ها محول کند. کمیته‌هایی چون، آموزش، استان‌ها، تشکیلات، سیاسی، اقشار، پشتیبانی، ارتباطات در ساختار مرکزی طراحی و مسئولانی برای آن‌ها تعیین شد. راه‌اندازی خبرگزاری، فعال کردن سیاست‌های خبری، انتشار نشریات و مطبوعات جدید، تشکیل احزاب و تشکل‌های سیاسی و بالاخره ایجاد فراگیر نهادهای عمومی غیرحکومتی از اقدامات اولویت‌دار تعریف شد. تغییر تابلو و چهرهٔ جریان از راست، به مثابه اصلی‌ترین هدف مورد توجه قرار گرفت. بدین‌سان ائتلاف آبادگران ایران اسلامی اعلام موجودیت کرد. استفاده از شعارهای جذاب مانند اعتدال، مردم‌سالاری دینی، نقش مردم در ادارهٔ امور، خردجمعی، قانون‌گرایی، عدالت‌خواهی، رفاه و آسایش مردم، و نکوهش رفتارهای باندی و جناحی استراتژی این جریان را تشکیل می‌داد. صدور منشور ائتلاف آبادگران، گفتمان جدیدی بود که سایر گفتمان‌ها را تحت‌الشعاع خود قرار داد.
با اعلام شمارش آرای انتخابات، مشخص شد که حتی یک اصلاح‎طلب نیز به جمع پانزده نفره شورا راه نیافته بود. به این ترتیب آبادگران، سکاندار دومین شورای شهر تهران شد. علاوه بر تهران، ۶۴ درصد کرسی‎های شورا‎ها در سراسر کشور در اختیار این ائتلاف نوظهور قرار گرفت. محمود احمدی‌نژاد مسئولیت ستاد انتخاباتی شورای هماهنگی در سال ۸۱ را بر عهده داشت و در آن انتخابات توانسته بود اصول‌گرایان را پیروز کند. او در پیروزی اصول‌گرایان در انتخابات مجلس هفتم نیز نقش مهمی داشت.

### انتخابات مجلس شورای اسلامی ۱۳۸۲
اصول‌گرایان پس از موفقیت در دور دوم انتخابات شوراهای اسلامی و مجلس هفتم، گام دوم برای تحکیم موقعیت خود در عرصه سیاسی را برای فتح مجلس هفتم در بهمن ماه ۸۱ و با تشکیل کمیته‌ای متشکل از حدود ۲۰ نفر از عناصر فکری اصول‌گرایان آغاز شد. این کمیته قریب به ۲۰ موضوع محوری را طراحی و برای تصویب به شورای هماهنگی ارائه کرد. پس از تصویب برنامه جامع انتخابات مجلس هفتم، ستاد مرکزی انتخابات در اوایل سال ۸۲ تشکیل و فعالیت‌های خود را آغاز کرد.
جریانی که در جامعه پس انتخابات شوراهای شهر و روستا، با عنوان آبادگران شناخته شده بود و کمتر نشانی از جریان راست داشت، در انتخابات مجلس هفتم شورای اسلامی نیز با اقبال گسترده مردم روبه‌رو شد و اکثریت مطلق کرسی‌های مجلس شورای اسلامی را از آن خود کرد. به‌طوری‌که تمامی ۳۰ کرسی تهران در مجلس شورای اسلامی را به خود اختصاص داده بود.
شورای هماهنگی در این انتخابات از ارائه لیست انتخاباتی با تابلوی شورای هماهنگی خودداری کرد.

### انتخابات ریاست جمهوری ۱۳۸۴
شورای هماهنگی اواسط سال ۸۳ برای انتخاب نامزد اصول‌گرایان، یک گروه پنج‌نفره متشکل از علی‌اکبر ناطق نوری، حبیب‌الله عسگراولادی، محمدرضا باهنر، محمدرضا جمشیدی و حسین فدایی را ایجاد کرد. این افراد به ترتیب به عنوان رئیس شورای هماهنگی، دبیرکل جبهه پیروان خط امام و رهبری، دبیر کل جامعه اسلامی مهندسین، نماینده جامعه مدرسین حوزه علمیه قم و دبیرکل جمعیت ایثارگران انقلاب اسلامی انتخاب شده بودند. بر اساس چارچوب تنظیم شده، ۵ نفر از نیروهای شورای هماهنگی وارد عرصه رقابت شدند تا طبق نظرسنجی‌ها، کاندیدای نهایی انتخاب شود. تعلل شورای هماهنگی در معرفی کاندیدای نهایی موجب شد در ۲۷ آذر ۱۳۸۳ علی‌اکبر ولایتی از فرایند این شورا کناره‌گیری کند. از سوی دیگر احمدی‌نژاد هم با این شورا ناسازگاری داشت. او معتقد بود که ناطق نوری و جناح راست پیشاپیش تصمیمشان را برای حمایت از ولایتی یا لاریجانی گرفته‌اند؛ لذا حاضر به تن دادن به خروجی شورای هماهنگی نبود. ناطق نوری هم افکار احمدی‌نژاد را فضایی و تخیلی می‌دانست.

« تک تک کاندیداها را خواستیم، با این هدف که از برنامه‌ها، اهداف و انگیزه‌های آن‌ها با خبر شویم...یک روز به آقای باهنر گفتم یک وقتی به آقای احمدی‌نژاد بدهید؛ چون می‌گویند من برای اداره کشور یک طرح ویژه دارم... جلسه زمانش هماهنگ شد و ایشان به همین دفتر بنده آمد و مرحوم آقای عسگراولادی، باهنر، بنده و برخی دیگر از دوستان بودند. ایشان در آن جلسه، ۲ ساعت طرحش را توضیح داد...وقتی صحبتش را تمام کرد... گفتم: آقای احمدی‌نژاد! من حرف‌های شما را خیلی دقیق گوش دادم. حقیقتاً هرچه دقت کردم، هیچ  نفهمیدم. یا سطح معلومات شما خیلی بالا است و ما نمی‌فهمیم شما چه می‌گویید یا اینکه حرف‌های «بالا ابری» می‌زنید... »

علی‌اکبر ناطق نوری در مصاحبه با خبر آنلاین، ۳۱ تیر ۱۳۹۳
بدنه اجتماعی شورای هماهنگی که در انتخاب لاریجانی نقشی نداشتند، به علت تأمین نشدن رأی آن‌ها و عدم دخالت در تصمیم‌گیری، تصمیم اتخاذشده را نپذیرفتند و لاریجانی عملاً نامزد منتخب «بخش احزاب شورای هماهنگی» نامیده شد. دهه اول اسفند ۸۳ به پایان نرسیده بود که اخبار از ایجاد «شورای هماهنگی ۲» یا به تعبیری «بخش اجتماعی شورای هماهنگی» حکایت داشت.
شورا در ۲۱ اسفندماه علی لاریجانی را زودتر از موعد به عنوان کاندیدای نهایی برگزیده و معرفی کرد که باعث جدایی رسمی احمد توکلی، محسن رضایی، محمود احمدی‌نژاد و محمدباقر قالیباف از آن‌ها شد. با پیوستن ولایتی به ائتلاف چهار کاندیدا، حلقه ائتلاف بیرون از شورای هماهنگی کامل شد. این تحول جدید، بازگشت به همان ایده‌های اصولی و عقلانی است که شورای هماهنگی نتوانسته بود آن را عملیاتی سازد. این چهار نفر ائتلاف جدیدی را شکل داده و با امضای میثاق‌نامه‌ای، فعالیت انتخاباتی را به صورت مستقل از شورای هماهنگی ادامه دادند. مهدی چمران و علیرضا زاکانی به ترتیب به عنوان سخنگو و دبیر اجرایی ستاد انتخاباتی ائتلاف آبادگران انتخاب شده و قالیباف به عنوان کاندیدای نهایی آبادگران معرفی شد. اما با ناموفق ماندن فرایند وحدتِ «شورای هماهنگی ۲»، رضایی و احمدی‌نژاد نیز برای شرکت در انتخابات آماده شدند و تنها توکلی به نفع قالیباف کناره‌گیری کرد. جمعیت ایثارگران که از حامیان احمدی‌نژاد بود، به فاصله چند روز مانده به ثبت نام داوطلبان، به جمع حامیان قالیباف پیوست. ولایتی نیز به نفع هاشمی رفسنجانی کنار رفته و رضایی هم سه روز قبل از انتخابات انصراف داد.
با برگزاری انتخابات در ۲۷ خرداد ۱۳۸۴ و راه‌یابی اکبر هاشمی رفسنجانی و محمود احمدی‌نژاد به دور دوم، اصول‌گرایان آرایش انتخاباتی متفاوتی داشتند چرا که احمدی‌نژاد حاضر به پذیرش چارچوب‌های ائتلاف نشد. جامعه مدرسین و جامعه روحانیت نظر جدیدی ارائه نکردند و شورای هماهنگی هم که در مرحله نخست از لاریجانی حمایت کرده بود، در مرحله دوم سکوت اختیار کرد. همچنین جبهه پیروان خط امام و رهبری و حزب مؤتلفه اسلامی هر دو نامزد را اصول‌گرا خوانده و از حمایت فرد خاصی خودداری کردند. با این حال جامعه اسلامی مهندسین و جمعیت ایثارگران و احمد توکلی با صدور بیانیه‌ای از احمدی‌نژاد حمایت کردند.
ناطق نوری سعی کرده بود در قالب شورای هماهنگی، نامزدهای انتخابات ریاست جمهوری را گردهم آورد و از میان آنان، یک نفر را به عنوان نامزد نهایی معرفی کند. او پس از جلسات متعدد، علی لاریجانی را که از نظر مشی سیاسی شباهت‌های زیادی به خود داشت، به عنوان نامزد نهایی اصول‌گرایان معرفی کرده بود اما این انتخاب چندان به مذاق دیگر اصول‌گرایان خوش نیامد. در این میان، محمود احمدی‌نژاد که نامزدِ مستقلِ از این جریان بود، وارد انتخابات ریاست‌جمهوری شده و توانسته بود با پیروزی بر تمام رقبای مشهور خود، به ریاست قوه مجریه دست یابد.

## فرجام کار
مهرماه ۱۳۸۴ نشست سران شورای هماهنگی سراسر استان‌ها برگزار شد. در این نشست، ناطق نوری مسئولیت اجرایی ایجاد تغییرات در شورای هماهنگی را نپذیرفت و این مسئولیت به علی لاریجانی رسید. همچنین مقرر شد که ناطق نوری همچنان در شورای هماهنگی بماند و هیئت مؤسس ۱۵ نفره نیز تشکیل شود اما این تصمیمات هرگز محقق نشد.
با این که حمایت از لاریجانی در انتخابات ریاست جمهوری، مصوبه کمیته منتخب شورای هماهنگی بود، جمعیت ایثارگران با این تصمیم چندان موافق نبود. عدم اجماع بر سر انتخاب یک کاندیدای واحد و در حالت کلی دخالت ندادن بدنه شورا در تصمیم‌گیری‌ها، به ایجاد انشقاق در شورا منجر شده و پس از کناره‌گیری ناطق نوری و جدایی جمعیت ایثارگران، در عمل فقط جبهه پیروان خط امام و رهبری در شورا باقی ماند. این شکاف گسترده در بین نیروهای اصول‌گرا، سر منشأ جدایی ناطق نوری از نیروهای اصول‌گرا شد. با روی کارآمدن احمدی‌نژاد، ناطق نوری به یکی از منتقدان دولت او تبدیل شد. احمدی‌نژاد در مناظره خود در خرداد ۱۳۸۸ اتهاماتی را به ناطق نوری و خانواده‌اش وارد کرده بود. این مباحث موجب دلخوری ناطق از احمدی‌نژاد شد و زمینه جدایی وی از جریان اصول‌گرایی را هر چه بیشتر فراهم کرد.

## مسئولان استانی
اسامی تعدادی از رؤسای استانی شورا به شرح زیر است:
| استان          | نام                      | منبع   |
| -------------- | ------------------------ | ------ |
| آذربایجان شرقی | سید محمدرضا میرتاج‌الدینی | [ ۳۵ ] |
| اردبیل         | منوچهر فصیح              | [ ۳۶ ] |
| تهران          | محمدابراهیم محمدی        | [ ۳۷ ] |
| خراسان         | جواد آرین‌منش             | [ ۳۸ ] |
| خراسان رضوی    | سید علی‌اکبر رزمی         | [ ۳۹ ] |
| زنجان          | سعید ناصری               | [ ۴۰ ] |

| استان    | نام               | منبع   |
| -------- | ----------------- | ------ |
| فارس     | محمدهادی صادقی    | [ ۴۱ ] |
| قزوین    | علیرضا نیکویه     | [ ۴۲ ] |
| کرمانشاه | بهروز همتی        | [ ۴۳ ] |
| گیلان    | حمید پورعیسی      | [ ۴۴ ] |
| مرکزی    | سید محمد میرباقری | [ ۴۵ ] |
| یزد      | محمدرضا ابویی     | [ ۴۶ ] |

## تشکیلات تهران بزرگ
شورای هماهنگی نیروهای انقلاب اسلامی تهران بزرگ تنها شاخه رسمی از شورای هماهنگی نیروهای انقلاب اسلامی است که پس از انحلال شورای سراسری در سال ۱۳۸۴، به فعالیت رسمی خود ادامه داد. مسئولیت این تشکیلات تا فرودین ۱۳۸۴ بر عهده پرویز سروری بود اما با بروز اختلافات بر سر انتخاب کاندیدای نهایی، سروری برکنار شده و منوچهر متکی جانشین او شد.
شورای هماهنگی در انتخابات مجلس نهم با یک فهرست ۳۰ نفره با نام «فهرست وحدت» حضور پیدا کرد که این فهرست اشتراکات فراوانی با فهرست جبهه متحد اصول‌گرایان داشت.
حمایت زودهنگام برخی از احزاب از جمله شورای هماهنگی از محمود احمدی‌نژاد در دهمین انتخابات ریاست‌جمهوری مناقشه‌برانگیز شده و واکنش‌های متفاوتی را در پی داشت. برخی تحلیل‌گران، این اقدام را آغاز انشقاق در اصول‌گرایان توصیف کردند.
سعید جلیلی کاندیدای منتخب شورا در انتخابات ریاست‌جمهوری ۱۳۹۲ اعلام شده بود. شورا یک روز بعد از اعلام این موضع، لیست نهایی خود برای چهارمین دوره انتخابات شورای شهر در تهران را نیز اعلام کرد.
| سال     | انتخابات                | حمایت انتخاباتی  | حمایت انتخاباتی     |
| سال     | انتخابات                | نامزد مورد حمایت | فهرست انتخاباتی     |
| ------- | ----------------------- | ---------------- | ------------------- |
| ۱۳۸۵    | شورای شهر سوم           | —                | —                   |
| ۱۳۸۵    | مجلس خبرگان رهبری چهارم | —                | — [ پ ]             |
| ۱۳۸۶-۸۷ | مجلس شورای اسلامی هشتم  | —                | — [ ت ]             |
| ۱۳۸۸    | ریاست جمهوری دهم        | محمود احمدی‌نژاد  | —                   |
| ۱۳۹۰-۹۱ | مجلس شورای اسلامی نهم   | —                | فهرست وحدت          |
| ۱۳۹۲    | ریاست جمهوری یازدهم     | سعید جلیلی       | —                   |
| ۱۳۹۲    | شورای شهر چهارم         | —                | فهرست شورای هماهنگی |
| ۱۳۹۴-۹۵ | مجلس شورای اسلامی دهم   | —                | —                   |
| ۱۳۹۴    | مجلس خبرگان رهبری پنجم  | —                | —                   |
| ۱۳۹۶    | ریاست جمهوری دوازدهم    | —                | —                   |
| ۱۳۹۶    | شورای شهر پنجم          | —                | —                   |